# Zack Kassian
Zack Adam Kassian (* 24. Januar 1991 in Windsor, Ontario) ist ein kanadischer Eishockeyspieler, der zuletzt bis März 2024 beim HC Sparta Prag aus der tschechischen Extraliga unter Vertrag gestanden hat. Im bisherigen Verlauf seiner aktiven Karriere zwischen 2007 und 2023 bestritt Kassian unter anderem 706 Spiele für die Buffalo Sabres, Vancouver Canucks, Canadiens de Montréal, Edmonton Oilers und Arizona Coyotes in der National Hockey League (NHL) auf der Position des rechten Flügelstürmers.

## Karriere
Kassian wurde 2007 bei der OHL Priority Selection an vierter Stelle von den Peterborough Petes ausgewählt, für die er anschließend in der Ontario Hockey League aufs Eis ging. In seinem zweiten Jahr in Peterborough wurde er mit 63 Punkten zweitbester Scorer seines Teams und nahm für das Team Cherry am CHL Top Prospects Game teil. Nachdem er beim NHL Entry Draft 2009 an 13. Stelle von den Buffalo Sabres ausgewählt worden war, wurde er zur Saison 2009/10 bei den Petes zum Mannschaftskapitän ernannt. Im Januar 2010 verließ er die Petes und wechselte zu seinem Heimatverein, den Windsor Spitfires. Am 21. Januar 2010 wurde Kassian nach einem Check gegen den Kopf von Matt Kennedy für 20 Spiele gesperrt. Nach Ablauf seiner Sperre gewann er mit den Spitfires den J. Ross Robertson Cup und den Memorial Cup.

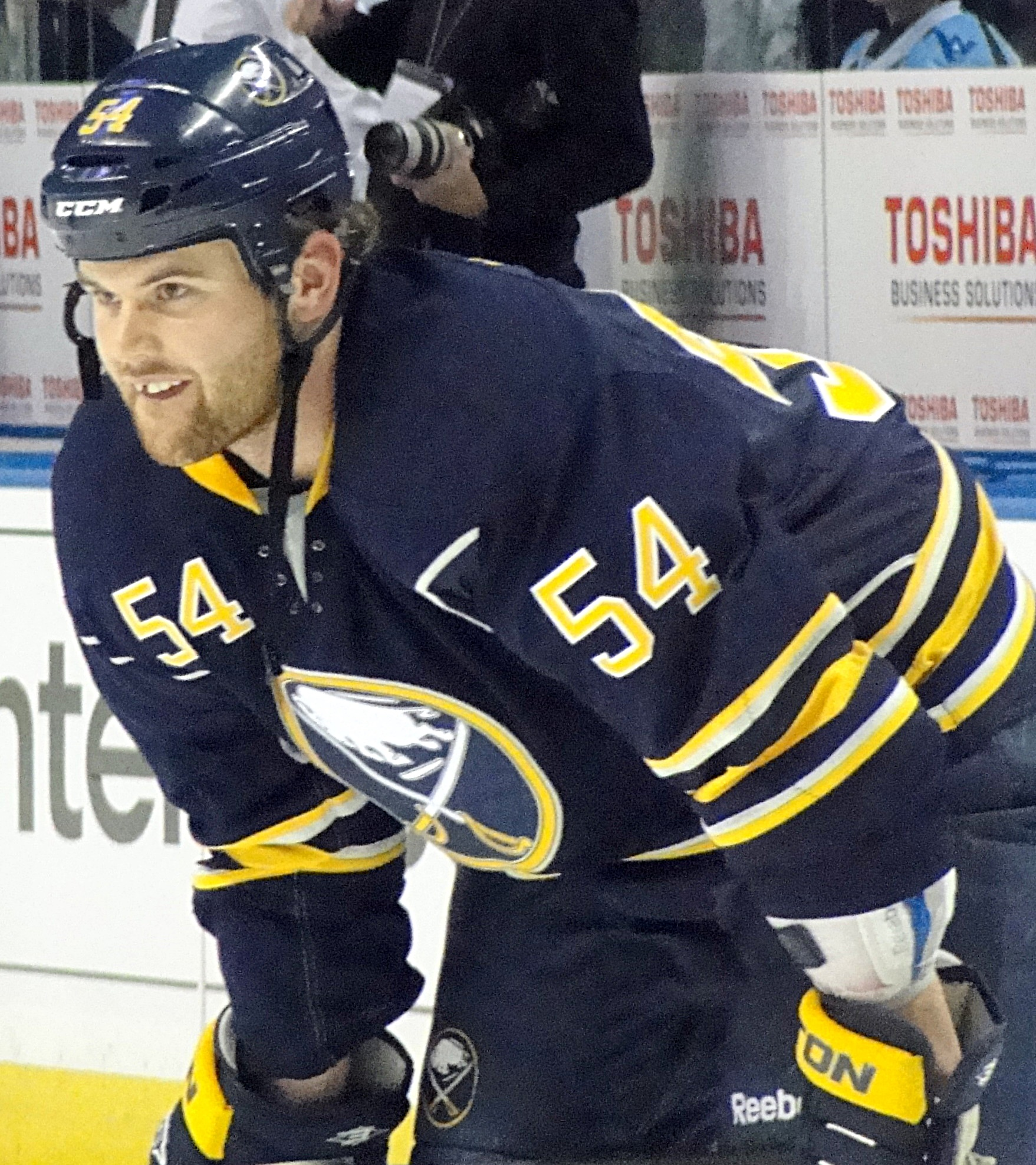
Kassian im Trikot der Buffalo Sabres (2012)

Am 1. November 2010 unterschrieb er einen Drei-Jahres-Vertrag bei den Buffalo Sabres. Am Ende der Saison 2010/11 absolvierte der Angreifer drei Playoff-Spiele für das Farmteam der Sabres, die Portland Pirates, in der American Hockey League (AHL). Durch ein Tauschgeschäft am 27. Februar 2012 kam Kassian mit seinem Teamkollegen Marc-André Gragnani zu den Vancouver Canucks. Nach drei Jahren bei den Canucks wurde er im Juli 2015 an die Canadiens de Montréal abgegeben, die im Gegenzug Brandon Prust und ein Fünftrunden-Wahlrecht für den NHL Entry Draft 2016 nach Vancouver schickten. Wenige Tage bevor die Saison 2015/16 beginnen sollte, war Kassian in einen Autounfall verwickelt, wobei er sich den linken Fuß und die Nase brach. Der Kanadier lenkte das Fahrzeug nicht selbst, jedoch wurde er direkt nach dem Vorfall in das substance abuse program (Missbrauch psychotroper Substanzen) der National Hockey League Players’ Association (NHLPA) aufgenommen und ohne Bezahlung vom Spielbetrieb suspendiert. Die Entscheidung, wann er wieder spielen durfte, lag beim medizinischen Verantwortlichen des Programms und wurde am 15. Dezember 2015 gefällt. Im Anschluss setzten ihn die Canadiens direkt auf den Waiver, allerdings nicht, um ihn in die AHL zu schicken, sondern um ein baldiges Tauschgeschäft vorzubereiten. Dieses machten sie am 28. Dezember 2015 mit den Edmonton Oilers, die Kassian verpflichteten und im Gegenzug Ben Scrivens nach Montréal schickten. Die Canadiens reagierten damit auf die anhaltende Verletzung von Carey Price sowie die nicht überzeugenden Leistungen von Mike Condon und Dustin Tokarski.
In Edmonton war Kassian in der Folge sieben Jahre aktiv und erreichte in der Saison 2019/20 mit 34 Punkten aus 59 Partien seine beste Offensivstatistik. Im Juli 2022 wurde er dann im Rahmen des NHL Entry Draft 2022 an die Arizona Coyotes abgegeben, wobei die Teams ihre Erstrunden-Wahlrechte tauschten und Arizona nicht nur drei Plätze aufstieg, sondern aufgrund des hohen Gehaltes zusätzlich ein Zweitrunden-Wahlrecht für den NHL Entry Draft 2025 sowie ein Drittrunden-Wahlrecht für den NHL Entry Draft 2024 erhielt. Nach einer Saison in Arizona bezahlten ihm die Coyotes sein verbleibendes Vertragsjahr im Juni 2023 aus (buy-out). Kassian beendete daraufhin zunächst Ende Oktober desselben Jahres im Alter von 32 Jahren seine aktive Karriere. Bereits im Januar 2024 kehrte der Kanadier allerdings im Trikot des HC Sparta Prag aus der tschechischen Extraliga in den Spielbetrieb zurück. Nach acht Einsätzen mit drei Scorerpunkten folgte aber bereits im März die Entlassung des Angreifers.

### International
Mit dem Team Canada Ontario gewann Kassian 2008 bei der World U-17 Hockey Challenge die Goldmedaille. Ein Jahr später spielte er für Kanada bei der U18-Junioren-Weltmeisterschaft 2009. 2011 gewann er mit der kanadischen Auswahl bei der U20-Junioren-Weltmeisterschaft die Silbermedaille.

## Erfolge und Auszeichnungen
| - 2008 Teilnahme am OHL All-Star Classic - 2009 Teilnahme am CHL Top Prospects Game - 2010 J.-Ross-Robertson-Cup-Gewinn mit den Windsor Spitfires | - 2010 Memorial-Cup-Gewinn mit den Windsor Spitfires - 2012 Teilnahme am AHL All-Star Classic |

### International
- 2008 Goldmedaille bei der World U-17 Hockey Challenge
- 2011 Silbermedaille bei der U20-Junioren-Weltmeisterschaft

## Karrierestatistik
Stand: Ende der Saison 2023/24

### International
Vertrat Kanada bei:
- World U-17 Hockey Challenge 2008
- U18-Junioren-Weltmeisterschaft 2009
- U20-Junioren-Weltmeisterschaft 2011

(Legende zur Spielerstatistik: Sp oder GP = absolvierte Spiele; T oder G = erzielte Tore; V oder A = erzielte Assists; Pkt oder Pts = erzielte Scorerpunkte; SM oder PIM = erhaltene Strafminuten; +/− = Plus/Minus-Bilanz; PP = erzielte Überzahltore; SH = erzielte Unterzahltore; GW = erzielte Siegtore; 1 Play-downs/Relegation; Kursiv: Statistik nicht vollständig)